# 分立元器件门电路
分立元器件门电路是由分立的半导体二极管、半导体三极管和MOS管以及电阻等元件组成的门电路。比如由两个半导体二极管组成的与门、或门电路，由一个三极管构成的非门电路都属于分立元器件门电路。